# الساحرة على قيد الحياة
الساحرة على قيد الحياة (بالكورية: 마녀는 살아있다)؛ هو مسلسل تلفزيوني كوري جنوبي، من بطولة لي يو ري، لي مين يونغ ويون سي اي. عرض على قناة تشوسون تي في في 25 يونيو إلى 10 سبتمبر 2022، تم بثه كل يومي السبت حلقة واحدة. اتيحت كل حلقة يوم السبت على نتفليكس بعد اسبوع من بثه في كوريا.

## القصة
يحكي المسلسل قصة ثلاث نساء من خلفيات مختلفة تمامًا، يصلنا إلى نقطة الانهيار عندما تخرج الحياة المليئة بالإحباطات لكلّ منهنّ عن السيطرة تمامًا.

## طاقم

### دور رئيسي
- لي يو-ري في دور غونغ ما ري.[8]

هي ربة منزل تعيش حياة طبيعية مع زوجها وابنتها، تعلم أن زوجها في علاقة غرامية، تبحث غونغ عن طريقة بديلة لإنهاء زواجها.
- جونغ سانغ هون بدور لي ناك جو[9]

مذيع مشهور الذي نصب نفسه بنفسه يعاني من حمى بسبب الحب المكتسب بشكل غير متوقع خلال زواجهما. أراد الطلاق لأنه أراد أن يعيش بحب مثل القدر. لكنه فشل في كل مرة واتخذ الملاذ الأخير لإنهاء زواجه.
- لي مين يونغ في دور تشاي هي سو.[10]

هي زوجة ابن عائلة تشيبول. حياتها الزوجية لا تسير على ما يرام. تعتني بحماتها، التي هي مريضة بدنيًا وتعاني من مرض الزهايمر، تشاي هي-سو تتحمل لامبالاة زوجها تجاهها كما أنها تواجه صعوبات في الحمل. ذات يوم، قدمت لها حماتها عرضًا مرعبًا ولكنه مغري.
- يون سو-يي في دور يانغ جين أ.[11]

زوجها ليس شخصا طيبا، دفعتها وفاة زوجها إلى تحصيل مبلغ كبير من وثيقة التأمين على الحياة. بهذه الأموال، تستطيع يانغ جين أ أن تعيش حياة مختلفة عما كانت معتادة عليه في السابق. ولكن، تحاول يانغ حماية أموالها وتعاني من القلق من أن يقوم شخص ما بسرقة أموالها.

### دور داعم
- كيم يونغ جاي بدور نام مو يونغ[9]

مدير شركة تأمين وزوج تشاي هي-سو لغير المبالي.
- ريو يون سيوك بدور كيم وو بن[9]

اعتاد أن يكون الحب الأول للفتاة. والزوج السابق لـ يانغ جين أ، يدخل ساحة متعددة المستويات بطموحات يتبع صديقه. لكن في حالة ديون سيئة فقرر أن يترك زوجته.
- هان سو اون بدور ليم جو إيون[12]

شخصية مشرقة. لكنها لم تتزوج في وقت مبكر. لأن كل رجل تقابله كان سيء. ومع ذلك، عندما تلتقي بشخص ما، يندفع قلبها نحو الزواج، وهي عشيقة زوج ما-ري
- كيم سا كوان بدور جانغ سانغ بيل[13]

مساعد طيار لطائرة مدنية من أكاديمية القوات الجوية.
- جونغ اه مي بدور كواك هاي كيونغ[14]

والدة لي ناك جو زوج جونغ ماري، هي مديرة تعليم متقاعدة، ولديها مشكلة مع ابنها القاصر الذي سمحت له بالزواج من ماري. ولكنه في علاقة ويريد الطلاق.

## المشاهدات
| الموسم | الموسم | رقم الحلقة | رقم الحلقة | رقم الحلقة | رقم الحلقة | رقم الحلقة | رقم الحلقة | رقم الحلقة | رقم الحلقة | رقم الحلقة | رقم الحلقة | رقم الحلقة | رقم الحلقة  | المتوسط |
| الموسم | الموسم | 1          | 2          | 3          | 4          | 5          | 6          | 7          | 8          | 9          | 10         | 11         | 12          | المتوسط |
| ------ | ------ | ---------- | ---------- | ---------- | ---------- | ---------- | ---------- | ---------- | ---------- | ---------- | ---------- | ---------- | ----------- | ------- |
|        | 1      | 671        | 471        | 455        | 447        | 395        | 366        | 378        | غ/م        | غ/م        | غ/م        | غ/م        | ستُعلن لاحقًا | N/A     |

| رقم | جزء | تاريخ البث الأصلي | تقييمات (نيلسن كوريا) | تقييمات (نيلسن كوريا) |
| رقم | جزء | تاريخ البث الأصلي | على الصعيد الوطني     | سيئول                 |
| --- | --- | ----------------- | --------------------- | --------------------- |
| 1 | 1   | 25 يونيو 2022     | 3.282%                | 3.312%                |
| 1 | 2   | 25 يونيو 2022     | 3.417%                | 3.500%                |
| 2 | 1   | 2 يوليو 2022      | 1.872%                | 2.523                 |
| 2 | 2   | 2 يوليو 2022      | 2.682%                | N/A                   |
| 3 | 1   | 9 يوليو 2022      | 1.5%                  | N/A                   |
| 3 | 2   | 9 يوليو 2022      | 2.5%                  | 2.277%                |
| 4 | 1   | 16 يوليو 2022     | 2.003%                | 1.849%                |
| 4 | 2   | 16 يوليو 2022     | 1.9%                  | N/A                   |
| 5 | 1   | 23 يوليو 2022     | 1.7%                  | N/A                   |
| 5 | 2   | 23 يوليو 2022     | 1.6%                  | N/A                   |
| 6 | 1   | 30 يوليو 2022     | 1.6%                  | N/A                   |
| 6 | 2   | 30 يوليو 2022     | 1.6%                  | N/A                   |
| 7 | 1   | 6 اغسطس 2022      | 1.9%                  | 2.030%                |
| 7 | 2   | 6 اغسطس 2022      | 1.6%                  | N/A                   |
| 8 | 1   | 13 اغسطس 2022     | 1.6%                  | N/A                   |
| 8 | 2   | 13 اغسطس 2022     | 1.5%                  | N/A                   |
| 9 | 1   | 20 اغسطس 2022     | 1.305%                | N/A                   |
| 9 | 2   | 20 اغسطس 2022     | 1.199%                | N/A                   |
| 10 | 1   | 27 أغسطس 2022     | 1.066%                | N/A                   |
| 10 | 2   | 27 أغسطس 2022     | 0.789%                | N/A                   |
| 11 | 1   | 3 سبتمبر 2022     | 1.302%                | N/A                   |
| 11 | 2   | 3 سبتمبر 2022     | 1.291%                | N/A                   |
| 12 | 1   | 10 سبتمبر 2022    | 1.0%                  |                       |
| 12 | 2   | 10 سبتمبر 2022    | 1.071%                |                       |
| المعدل |     |                   |                       |                       |
| - تُبث هذه الدراما على قناة الكابل / التلفزيون المدفوع الذي عادةً ما يكون جمهورها أصغر نسبيًا مقارنةً بالمحطات التلفزيونية / العامة (KBS ، SBS ، MBC ، EBS). |     |                   |                       |                       |

## الإنتاج

### صناعة
المسلسل من إخراج كيم يون تشيول الذي عمل على اسمي كيم سام سون، وسلسلة كوي سيرا، سيرا، امرأة ذات كرامة وغيرها. ومن كتابة بارك بار رام وهو أول مشروع لها. ومن تخطيط تلفزيون تشوسون من قبل المنتج جيونغ هوي سوك المسوؤل عن أعمال القناة، وانتاج من قبل الشركة الشريكة هيجروند بتعاون مع شركة جي إس بيكتشرز وجريت ستوري.

### الإصدار
في 3 مايو 2022، تم الكشف رسمياً عن أول عرض تشويقي بجانب الإعلان عن تاريخ العرض، من المقرر بثه في يونيو عام 2022.

## روابط خارجية
- الموقع الرسمي
 باللغة الكورية
- الساحرة على قيد الحياة على موقع IMDb (الإنجليزية)
- الساحرة على قيد الحياة على موقع نتفليكس (الإنجليزية)
- الساحرة على قيد الحياة على موقع كينوبويسك (الروسية)
- الساحرة على قيد الحياة على موقع قاعدة بيانات الفيلم (الإنجليزية)
- الساحرة على قيد الحياة على هانسينما